# Chapelle Notre-Dame-la-Blanche de Theix
Pour les articles homonymes, voir Chapelle Notre-Dame-la-Blanche.
La chapelle Notre-Dame-la-Blanche est située rue Notre-Dame-la-Blanche, dans le bourg de Theix (commune de Theix-Noyalo) dans le Morbihan.

## Description
Chapelle rectangulaire avec une seule saillie au nord (Chapelle avec Pietà séparée de l'autre par une arcade plein cintre se perdant dans les pieds-droits). La chapelle, fondée en 1239, a été reconstruite en 1536 (inscription sur sablières). Les sablières sont très ouvragées, avec banderolles et figures. Le bras de la nef date de 1742.

## Historique
La chapelle Notre-Dame-la-Blanche est fondée par la famille Salarün en 1239. Elle fait l'objet d’une inscription au titre des monuments historiques par arrêté du 15 juin 1925.